# Kartal Özmızrak
Kartal Özmızrak (Bakırköy, Turquía, 29 de agosto de 1995) es un jugador de baloncesto turco que pertenece a la plantilla del Mersin MSK de la Basketbol Süper Ligi, la primera división del baloncesto en Turquía. Con 1,88 metros de estatura, juega en la posición de base.

## Trayectoria deportiva
Özmızrak es un base turco con el que realizó su debut profesional en 2011 con Beşiktaş, en el que estaría de 2011 a 2014, siendo cedido durante su última temporada de contrato en el Eskişehir Basket Spor Kulübü.
En las filas del Beşiktaş durante la temporada 2011-12 se proclamó campeón de la EuroChallenge, la Basketbol Süper Ligi y la Copa de baloncesto de Turquía.
Más tarde, jugaría dos temporadas en el İstanbul BB de la Basketbol Süper Ligi.
En 2017, se marcha al todopoderoso Darüşşafaka S.K. en el que jugaría durante 3 temporadas. En su primera temporada, la 2017-18 ganaría la Eurocup con el conjunto turco.
En su segunda temporada en Darüşşafaka S.K. promedió 5.8 puntos y 2.3 asistencias en la EuroLeague.
Durante la temporada 2019-20, promediaría la cifra de 9.0 puntos y 3.6 asistencias en la BSL turca, y 6.8 puntos y 1.9 asistencias en la EuroCup.
En junio de 2020 se conoce su fichaje por el Monbus Obradoiro de la Liga ACB por una temporada, en lo que sería su primera experiencia fuera del baloncesto turco.
El 18 de agosto de 2024 fichó por el Mersin MSK de la Basketbol Süper Ligi (BSL) turca.

## Internacional
Kartal ganó la medalla de oro en 2013 con la Selección de baloncesto de Turquía sub-18 en el Campeonato FIBA Europa Sub-18 en Letonia. 
En 2014 ganó la medalla de oro con el equipo masculino de baloncesto sub-20 de Turquía en el Campeonato FIBA Europa Sub-20 disputado en Grecia.
En 2015 ganó la medalla de plata con el equipo masculino de baloncesto sub-20 de Turquía en el Campeonato FIBA Europa Sub-20 disputado en Italia.